# Тюнрак
Тюнрак (? — после 1147 года) — половецкий хан XII века. Дядя по матери новгород-северскому князю Святославу Ольговичу.

## История
Являлся сыном Оселука. Вместе со своим братом Камосом был союзником князя Святослава Ольговича.
В 1146 году братья Осолуковичи вместе с тремястами всадников пришли на помощь Святославу в борьбе с Давыдовичами и приняли участие в междоусобной войне против Изяслава Мстиславича.
В 1147 году братья снова присылали помощь примерно в 300 воинов, но уже с семьями. Теперь во главе войска стоял Василий Половчин, но братья всё равно потом к ним примкнули.
Его сестра с возможным крестильным именем Феофания была женой князя Олега Святославича, так как сын его Святослав называл братьев Осолуковичей своими уями (дядьями по материнской линии).